# U planinama Jugoslavije (1946.)
U planinama Jugoslavije (rus.: В горах Югославии) je sovjetsko-jugoslavenski igrani film snimljen 1946. u režiji Abrama Rooma i Eduarda Tisea. 
Radnja prikazuje drugi svjetski rat u Jugoslaviji i u njemu se kao likovi pojavljuju Ante Pavelić, Draža Mihailović, Tito i Erwin Rommel. Glavni je junak partizanski vođa po imenu Slavko Babić koji 22. lipnja 1941. diže ustanak protiv fašističkih okupatora po vijesti da je Hitler napao Sovjetski Savez. 
Snimanje filma je započelo već u svibnju 1945. neposredno nakon završetka ratnih operacija, s time da je za interijere korišten opatijski hotel "Kvarner", a za eksterijere lokacija između Zagreba i Beograda.
Iako bi po objektivnim kriterijama trebao biti prvi dugometražni igrani film u povijesti socijalističke Jugoslavije, taj status se tradicionalno davao Slavici, snimljenoj godinu dana kasnije. Razlog za to je u rezoluciji Informbiroa i sovjetsko-jugoslavenskom raskolu, nakon čega film u kojem Tita glumi sovjetski glumac više nije bio politički "podoban". "U planinama Jugoslavije" je nakon toga završio u bunkeru na nekoliko desetljeća.

## Uloge
- Ivan Bersenjev kao Josip Broz Tito
- Vjekoslav Afrić kao Draža Mihailović
- Bojan Stupica kao Erwin Rommel
- Braslav Borozan kao Dragojlo